# Автомагістраль М11 (Велика Британія)
Автомагістраль М11 становить 89 кілометрів автостради, яка пролягає на північ від Північної окружної дороги (A406) у Саут-Вудфорді до A14, на північний захід від Кембриджа, Англія. Спочатку запропонована як магістральна дорога ще в 1915 році, протягом 1960-х років розглядалися різні плани, а остаточне будівництво було розпочато між 1975 і 1980 роками. Автомагістраль відкривалася поетапно, перша черга між розв'язками 7 і 8 була відкрита в червні 1975 року, а завершена автомагістраль стала повністю функціонувати в лютому 1980 року. Автострада, що тягнеться від Вудфорда до Ґіртона, забезпечує прямий доступ до Харлоу, Кембриджа, а з 2002 року значно покращила доступ до лондонського аеропорту Станстед.

## Маршрут
M11 починається в Південному Вудфорді на північному сході Лондона, на північ від кільцевої розв’язки Редбріджа, перетинає Північну кільцеву дорогу (A406) на розв’язці 4, потім прямує на NNE, проходячи на схід від Лаутона та Тейдон Буа, а також Еппінг-Форест, зустрічаючись із автострадою M25 на перехрестя 6, а потім повертаючи приблизно на північ, проходячи на схід від Харлоу. Через розв’язку 8 автомагістраль M11 дає доступ до Бішопс-Стортфорда та єдиної станції технічного обслуговування на автомагістралі. Одразу слідує нещодавно побудована розв’язка 8A, яка забезпечує вільне сполучення з покращеною автомагістраллю A120, що сполучає аеропорт Станстед. Потім M11 перетинає частину Кембриджширу, зустрічаючи відгалуження до A11 на розв’язці 9, Стамп-Кросс, а потім, нарешті, закінчується на розв’язці 14, розв’язка Гіртон, де дорога продовжується через перехрестя та стає A14, яка продовжує маршрут на до Хантінгдона та на північ.

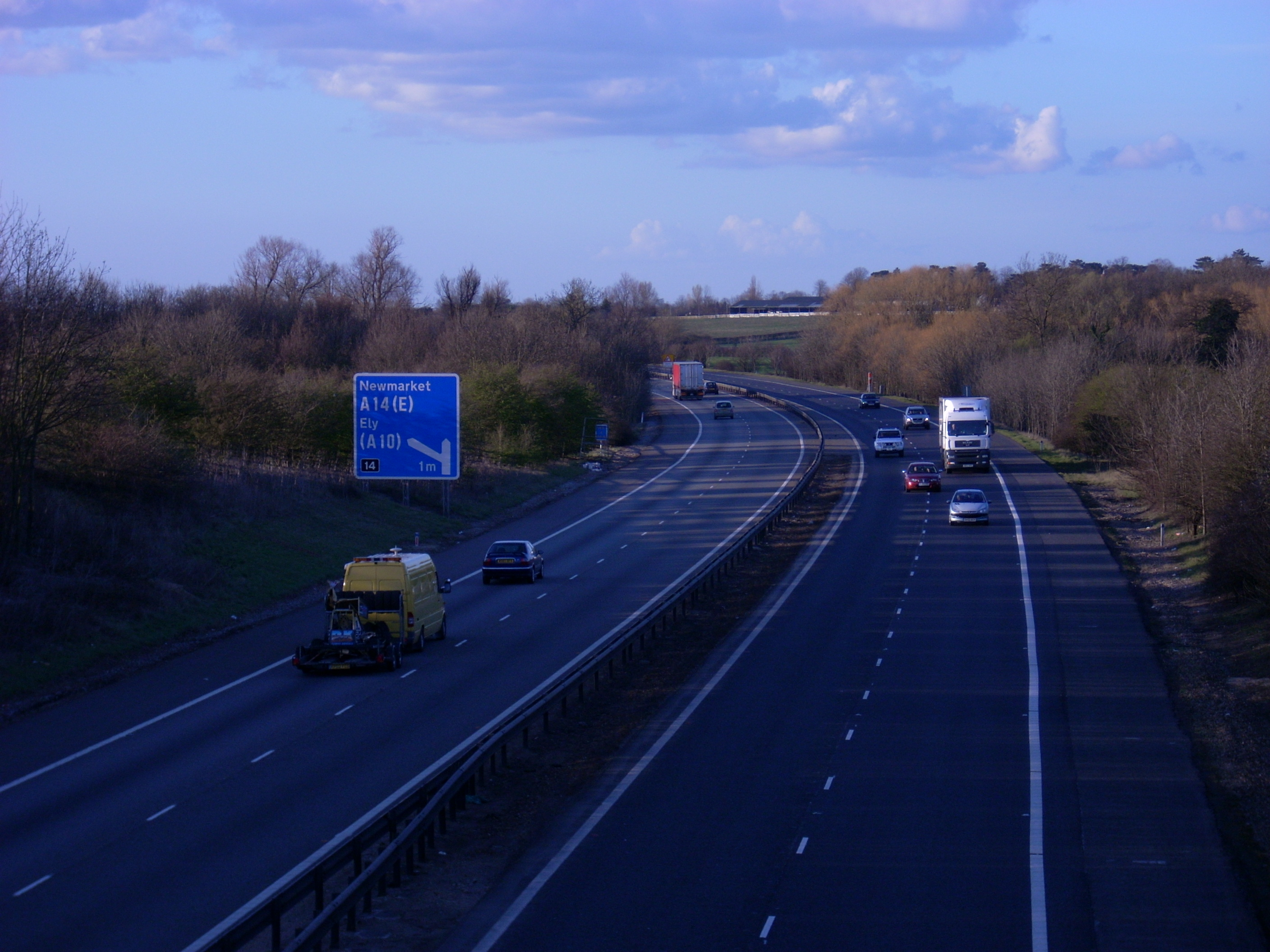
M11 на північ від Кембриджа

## Історія
Плани «Східної авеню» в Лондоні були запропоновані ще в 1915 році, і розширення Східної авеню викликало занепокоєння у Лейтоні та Хакні наприкінці 1950-х і на початку 1960-х років. Проти нього виступила низка груп, включаючи Товариство Хакні та місцеві жителі в особі свого члена парламенту в 1962 році.
До 1966 року Міністерство транспорту планувало довшу дорогу, яка частково була автострадою. Перша версія мала центральну південну ділянку, щоб слідувати маршрутом річки Лі, починаючи від Анджела на південний захід від Далстона, прямуючи на північний схід, а потім на північ, займаючи землю біля річки в Уолтемстоу, Чінгфорд і Уолтем-Крос і зустрічаючи побудовану трасу сьогодні на північ від Харлоу. Дорога від Саут-Вудфорда до Іслінгтона мала б бути позначена як M12. Маршрут перебував на стадії планування з кількома варіантами, з відмінностями між планами, які віддають перевагу Рада Великого Лондона та Міністерство транспорту – інша версія передбачала, що ця «Східна авеню» простягається далі на схід на захід уздовж каналу Ріджентс. і північний бік парку Вікторія, Хакні Вік, де він мав би з’єднатися з маршрутами North Cross і East Cross Routes на північно-східному куті внутрішньої кільцевої дороги, визначеної планом London Ringways.